# Marcello Mascherini
Marcello Mascherini (* 14. September 1906 in Udine; † 19. Februar 1983 in Padua) war ein norditalienischer Künstler. Seine teilweise überlebensgroßen Skulpturen sind in Europa auf verschiedenen öffentlichen Plätzen zu finden.
Die Königliche Akademie von Belgien nahm ihn 1961 als assoziiertes Mitglied auf.

## Skulpturen
- Estate (1936)
- Bagnante (1951)
- Icaro (1957)

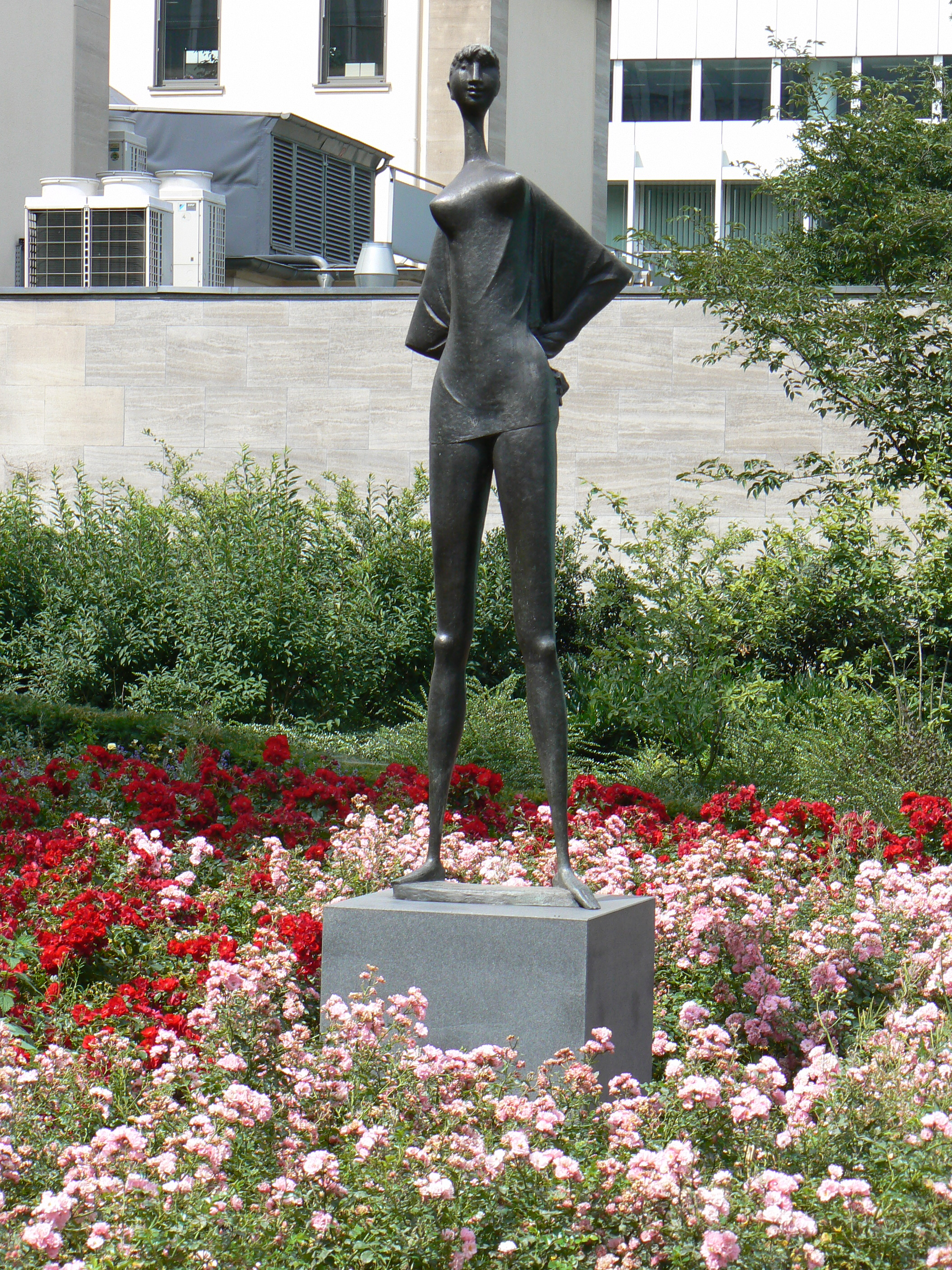
Triestina in Duisburg

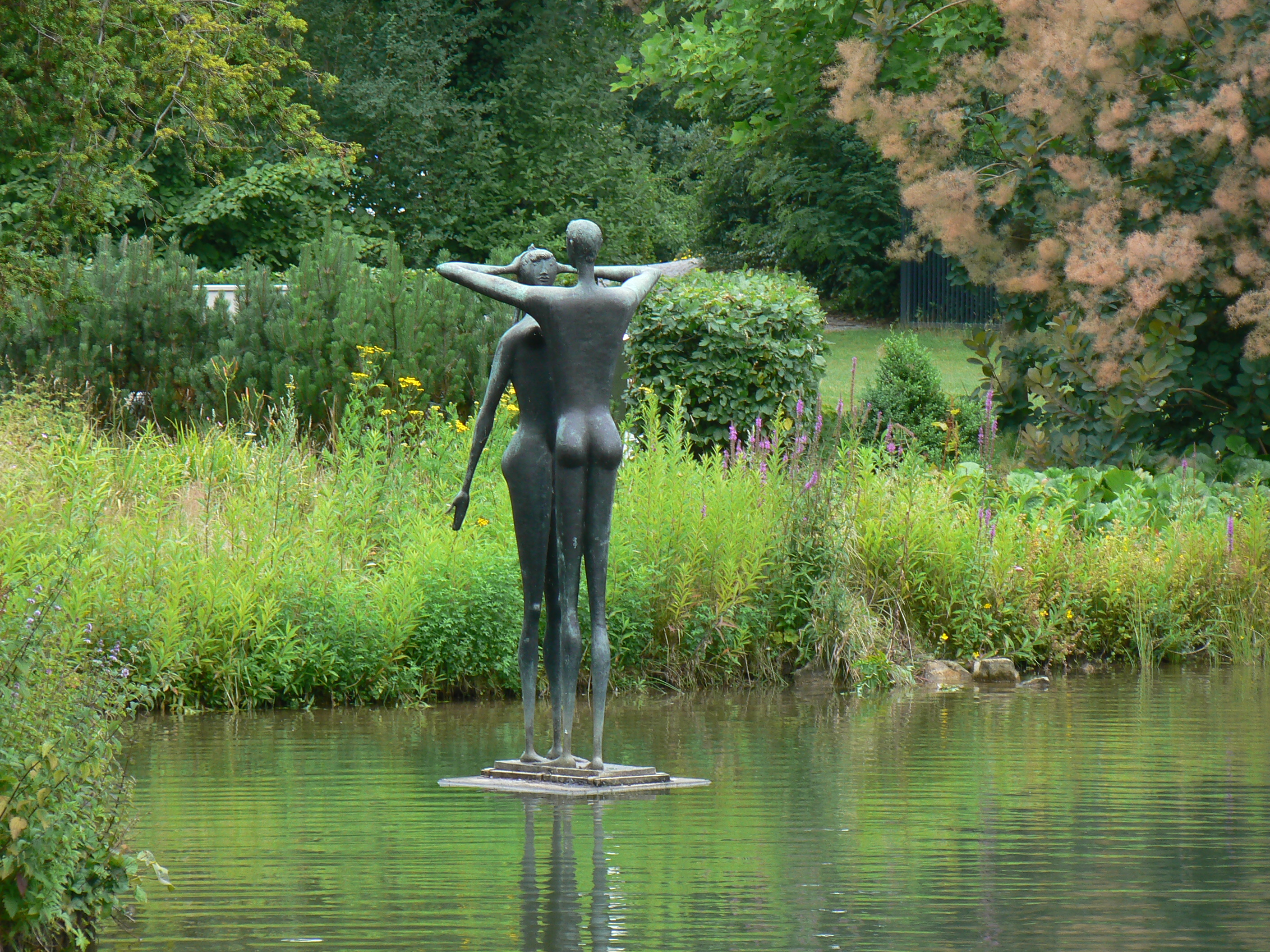
Cantico dei Cantici im Park der Paracelsus-Klinik in Marl

- Cantico dei Cantici (1957): Bürgerpark der Paracelsus-Klinik in Marl
- Elena (1959)
- Susanna (1959): Venedig, Galleria d’Arte Moderna a Ca’ Pesaro
- Triestina (1962): Statue auf der Königsstraße in Duisburg
- Amedeo di Savoia-Aosta (1971): Schlosspark von Miramare bei Triest
- Girasole (1974)

## Weitere Standorte
- In Sistiana bei Triest existiert eine ehemalige Galerie Mascherinis, die sich jedoch in Privatbesitz befindet und nicht für die Öffentlichkeit zugänglich ist.